# 高根城 (浜松市)
高根城（たかねじょう） は、静岡県浜松市天竜区水窪町地頭方にあった日本の城（山城）。

## 立地
遠江国と信濃国の国境に近い。両国を結ぶ秋葉街道を見下ろす久頭合の山頂、標高420mに位置する。高根城の近くで河内川が水窪川に合流し、これを自然の堀として利用した。

## 歴史
応永21年（1414年）、後醍醐天皇の孫・尹良親王を守るため、地元豪族・奥山金吾正定則によって築かれ、水窪川対岸には親王のための仮宮が建てられた。
戦国時代には駿河今川氏に属したが、今川氏が衰退すると、武田信玄の遠江侵攻が始まり、永禄12年（1569年）城主・奥山民部少輔貞益の時、姻戚関係にあった信州遠山氏に攻められ落城した。落城後、武田方により改修が行われ、1572年の遠江侵攻においては武田軍の拠点となった。
長篠の戦い後、武田氏の遠江からの撤退により廃城となった。

## その他
2001年に本曲輪部分に井楼櫓、主殿、城門などが復元され、武田時代の山城の様子を見ることができる。浜松市水窪民俗資料館には高根城についての展示がある。
遠州七不思議の一つに、池の平に7年に一度だけ出現する幻の池伝説がある。これは、高根城落城で殺された城主の妻の涙が湧き出たものと伝わる（詳しくは池の平を参照）。

## 参考画像

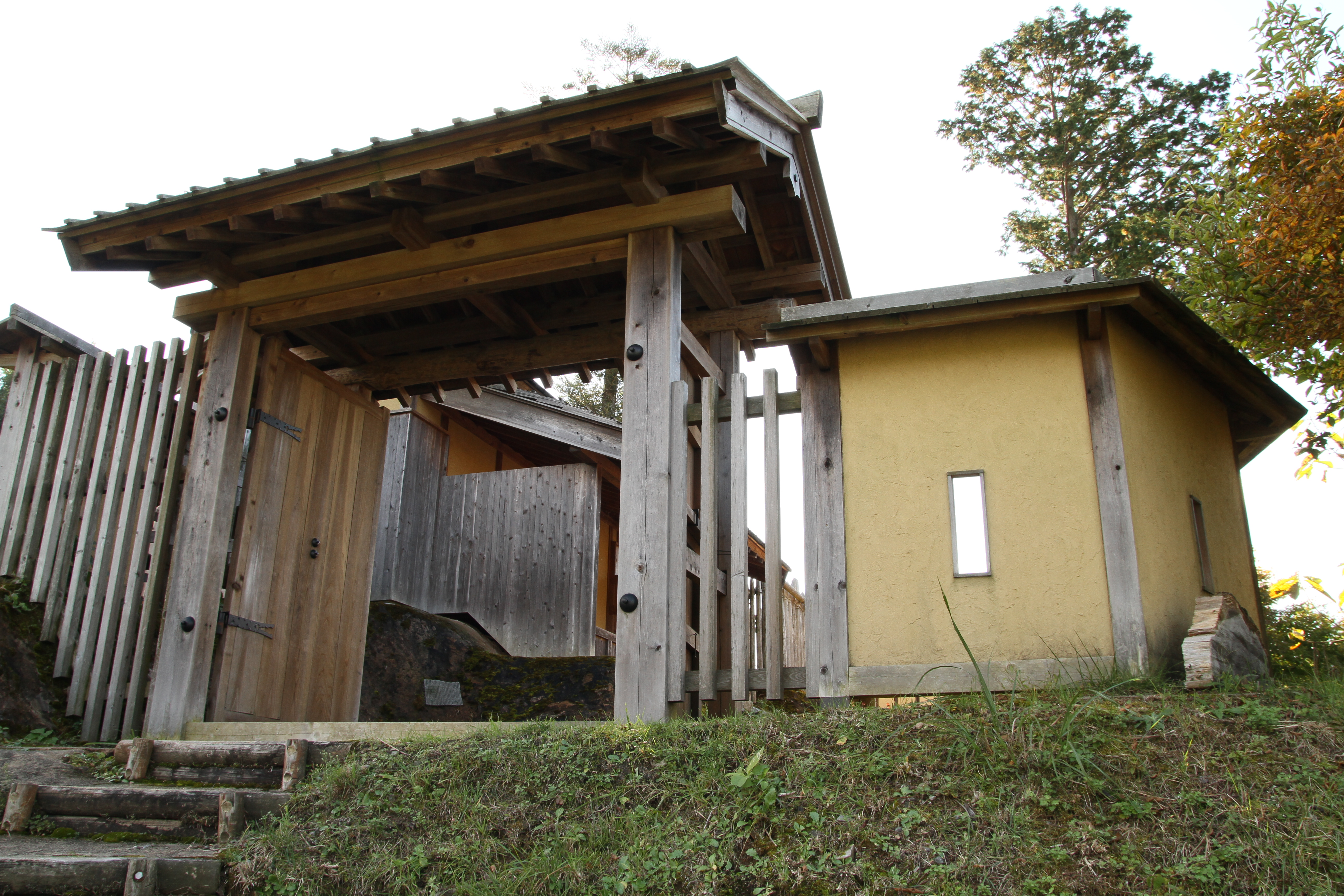
復元された大手門
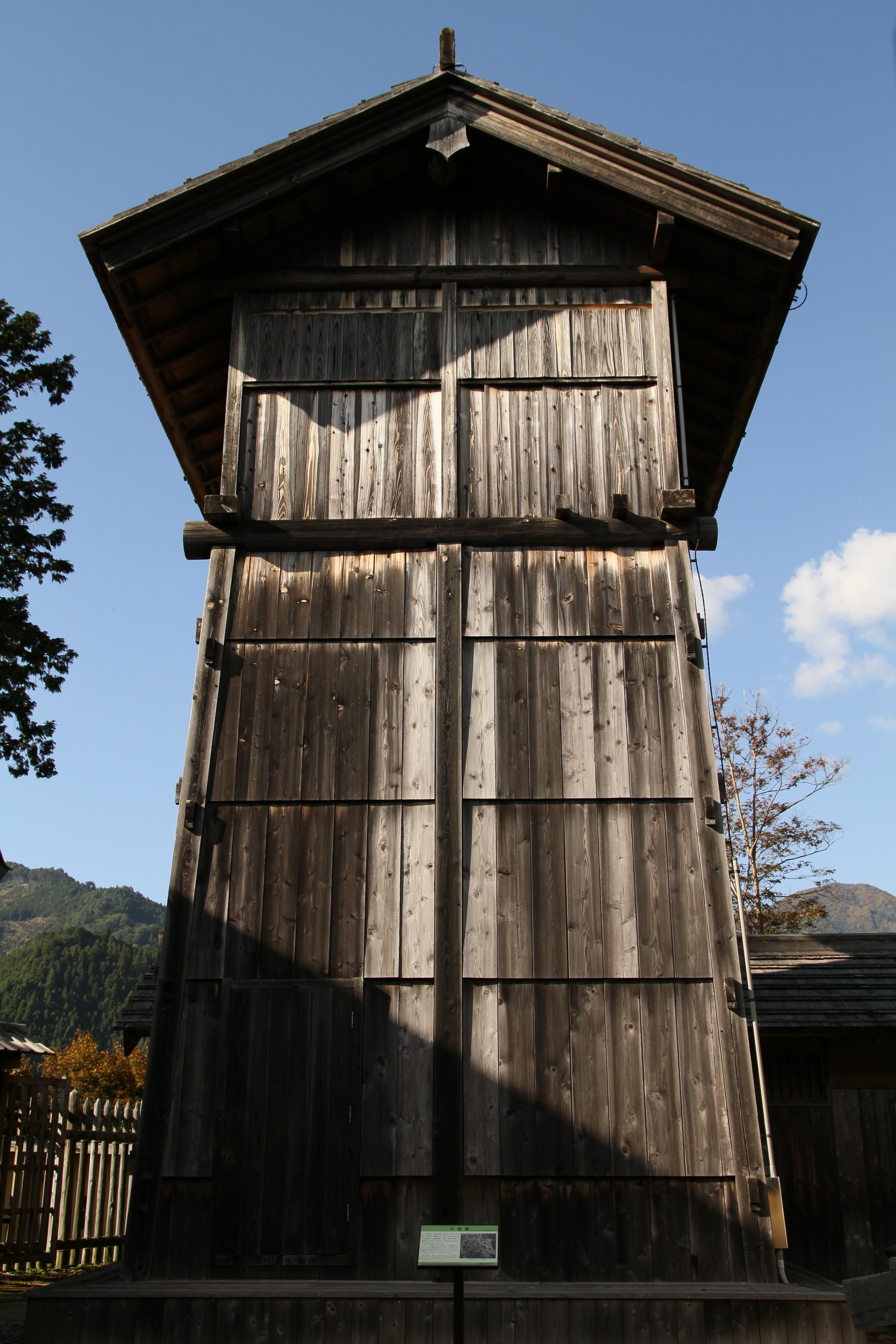
復元された井楼櫓
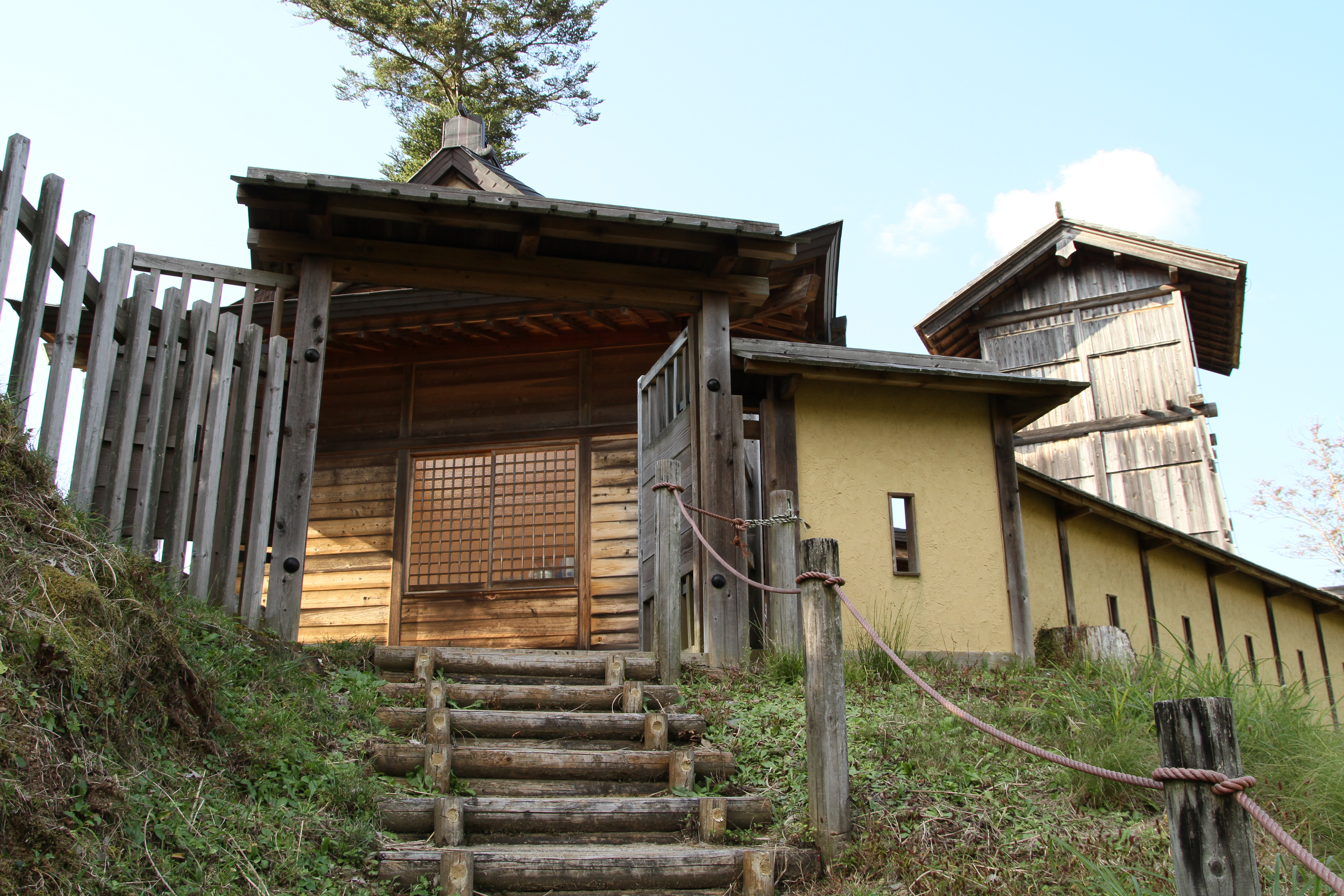
復元された搦手門
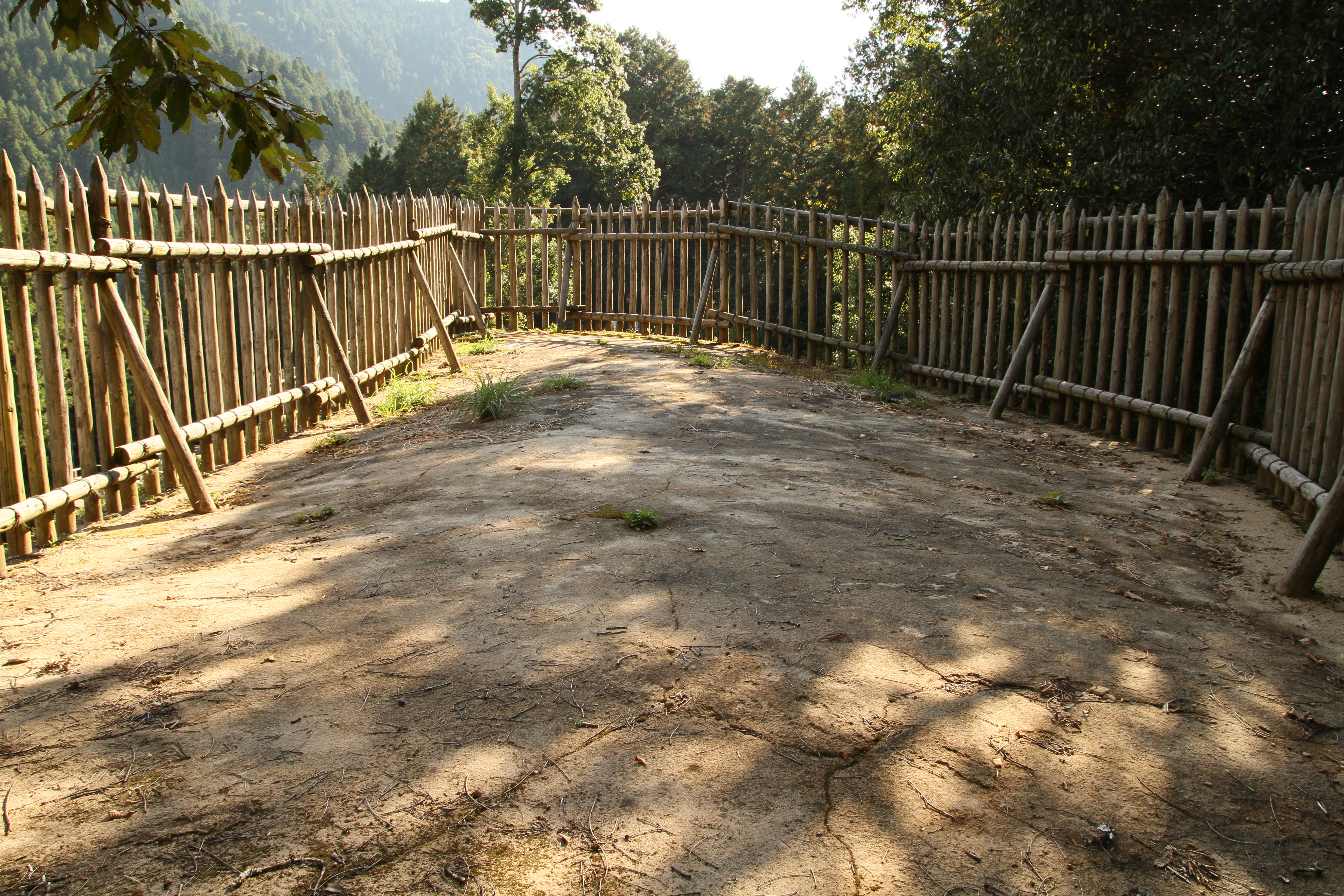
二の曲輪
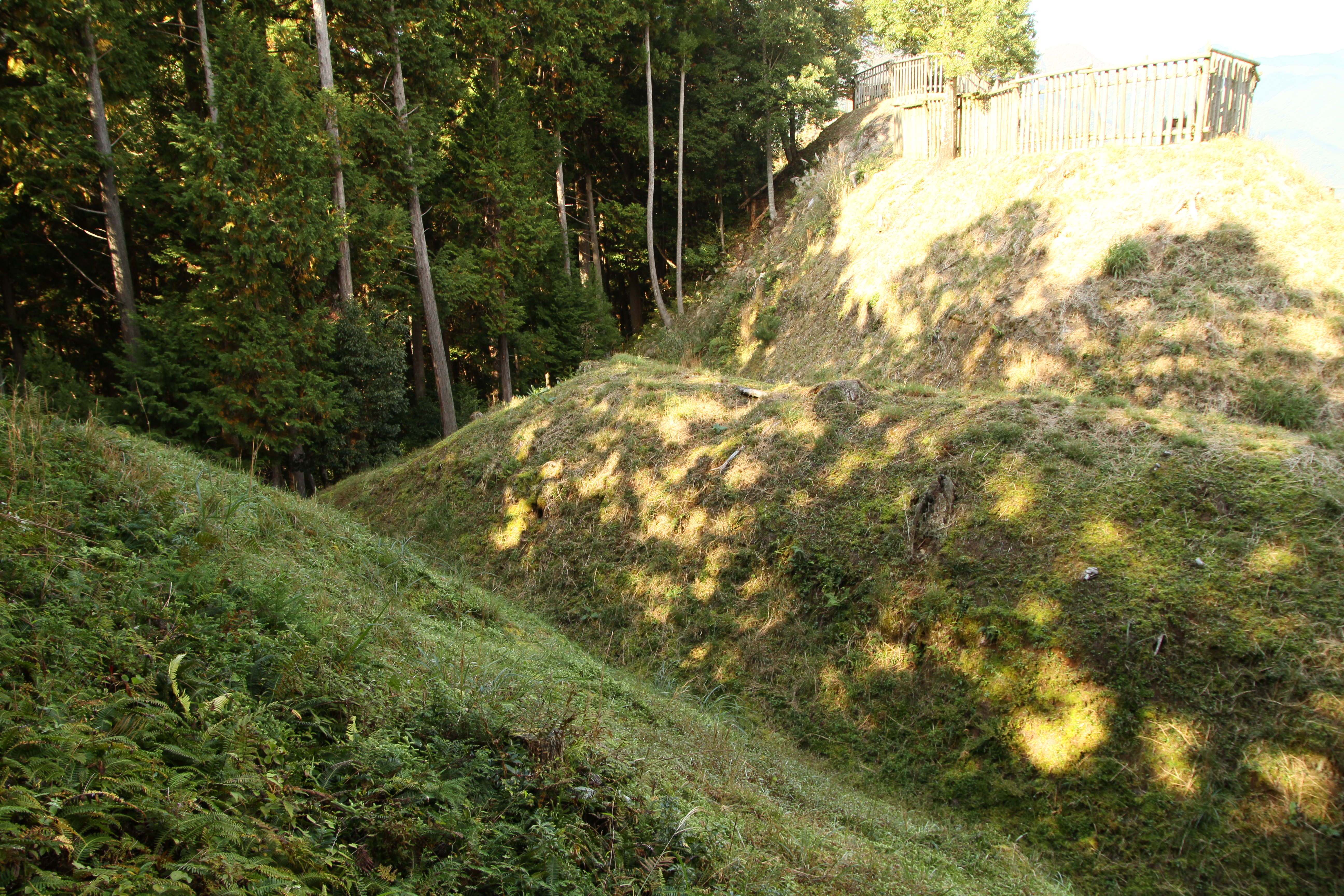
二重堀切

## アクセス
- JR飯田線向市場駅から南西に徒歩20分。